# Sabine Tröger
Sabine Tröger, född 7 juni 1967, är en friidrottare från Österrike. Hon deltog vid olympiska sommarspelen 1992.